# Swetlana Wladimirowna Petschorskaja
Swetlana Wladimirowna Petschorskaja (russisch Светлана Владимировна Печёрская; * 14. November 1968 in Smolino bei Swerdlowsk; gebürtig Swetlana Dawydowa (Светлана Давыдова)) ist eine ehemalige russische Biathletin.
In der Saison 1990/91 gewann sie die Gesamtwertung im Biathlon-Weltcup. 1990 konnte sie bei den Weltmeisterschaften den Titel über 15 Kilometer erringen, von 1989 bis 1991 dreimal in Folge auch mit der Staffel und mit der Mannschaft. Mit sieben Goldmedaillen ist Petschorskaja damit eine der erfolgreichsten Biathletinnen bei Weltmeisterschaften überhaupt.